# Droneaanvallen op Saoedische olie-installaties
De droneaanvallen op Saoedische olie-installaties waren een militaire aanval met drones gericht op de olie-installaties van Saudi Aramco in Abkaik en Khurais in het oosten van Saoedi-Arabië op 14 september 2019. De Houthi-rebellen in Jemen eisten de aanval op, maar de Verenigde Staten beweren dat Iran achter de aanval zit. De aanval maakt onderdeel uit van gebeurtenissen rond de interventie in Jemen geleid door Saoedi-Arabië naar aanleiding van de Jemenitische Burgeroorlog.
De aanval veroorzaakte grote branden in de installaties, die pas meerdere uren later konden gedoofd worden. Beide installaties werden uitgeschakeld tot de nodige herstellingen gebeurd zijn. De olieproductie van Saoedi-Arabië werd hierdoor gehalveerd, dit is ongeveer 5% van de olieproductie over de hele wereld.
Dit veroorzaakte ook onstabiliteit op de globale financiële markten.